# Eivindvik
Eivindvik är en tätort i Gulens kommun i Vestland fylke i västra Norge. Orten ligger vid änden av fylkesväg 605 och utgör kommunens centralort.